# Malé Březno, Most
Malé Březno là một làng thuộc huyện Most, vùng Ústecký, Cộng hòa Séc.